# باقر کدخدازاده
باقر کدخدازاده وکیل اولین دوره مجلس شورای ملی بود.

## پیشینه
مشهدی باقر کدخدازاده فرزند مشهدی اکبر کدخدا از کدخدایان اصناف تهران بود. 
او بعد از پدر با حکم شاهزاده فرمانفرما کدخدای صنف بقال، بنکدار، آجیل فروش، میوه فروش، علاف، رزاز می‌شود. او در هنگام افزایش مالیات بر انگور توسط فرمانفرما و مخالفت اصناف تهران به همراه حاج کرمعلی کفاش به عنوان نمایندگان اصناف تهران به جهت تظلم خواهی به کاخ صاحبقرانیه و نزد مظفرالدین شاه و در خصوص رد دستور فرمانفرما دستور می‌گیرند. این موضوع باعث بروز اختلافات اساسی بین او و فرمانفرما می‌شود.

## نمایندگی مجلس شورای ملی
بعد از انقلاب مشروطه و و فرمان تشکیل مجلس شورای ملی، مشهدی باقر عضو «انجمن اعتدالی» می‌شود و از سوی اعضا و بزرگان صنف صنف بقال، بنکدار، آجیل فروش، میوه فروش، علاف، رزاز به عنوان وکیل این اصناف در نخستین دوره مجلس شورای ملی وارد می
می‌شود. او از مخالفان عملکرد فرمانفرما در این مجلس بود.
وی از مخالفان حکومت مشروعه بوده و زمانیکه مخبرالسلطنه برای همراهی روحانیون و خاموش کردن صدای نمایندگان در مخالفت پیشنهاد می کند که از لفظ مشروعه به‌جای مشروطه استفاده شود و قوانین منطبق با شرع تصویب شود، مشهدی باقر بقال به عنوان اولین نفر در مجلس مخالفت خود را اعلام کرده و به دنبال او دیگر نمایندگان مخالفت خود را بیان کردند.

## استبداد صغیر
در دوره استبداد صغیر محمدعلی شاه طی اعلانی مقرر کرد که هر کسی که دل و زبان مشهدی باقر را برای او بفرستد پاداشی برابر پانصد تومان دریافت می‌کند. عمق کینه او از مشهدی باقر تا به این اندازه روایت شده که:
تا جایی که بعد از بمباران مجلس و دستگیری آزادیخواهان … محمدعلی شاه باد به بروت انداخته و در موقع صرف ناهار می‌گوید: «آیا مشهدی باقر بقال (نماینده صنف بقال در مجلس) وکیل زورکی مجلس اجازه می‌دهد شاه مملکت ناهار را بخورد یا خیر» سپس قهقهه خنده را سر داد و در جایی دیگر گفته بود: «چرا باید من از مشهدی بقال … دستور بگیرم؟»
گفته می‌شود پس از شکست محمدعلی شاه و در زمان پناهنده شدن او به سفارت روسیه در جواب تمسخر مشهدی باقر توسط شاه، حسین بیک تبریزی از مجاهدین آذربایجان فریاد زد: «دیدی بالاخره مشهدی باقر بقال اجازه نهار خوردن نمی‌دهد.»

## فوت
باقر کدخدا زاده در سال ۱۳۲۰ و در سن ۷۱ سالگی در گذشت دو فرزند وی محمد صادق کدخدازاده و محمد کدخدازاده از کارمندان مجلس شورای ملی بودند.